# Ludwig Klemm
Ludwig Klemm (ur. 27 lipca?/9 sierpnia 1917 w Odessie, zm. maj 1979 w Limburgu) – SS-Unterscharführer, zastępca szefa Gestapo dla powiatu krasnostawskiego w czasie II wojny światowej.
W latach 1941–1944 rezydował w Izbicy, gdzie wraz ze swoim przełożonym, Kurtem Engelsem, zasłynął z okrucieństwa i bezwzględności. Jest posądzany o zbrodnie na ludności cywilnej – doraźne rozstrzeliwanie zarówno Polaków, jak i Żydów. Często odbywało się to na ulicach miasteczka lub też na miejscowym kirkucie.
Dwukrotnie żonaty. Po wojnie wrócił do Niemiec, gdzie żył pod nazwiskiem Ludwig Jantz w Düsseldorfie, a później w miejscowości Allendorf, podając jako datę i miejsce urodzenia 9 sierpnia 1913, Freystadt in Westpreußen (obecnie Kisielice). Został rozpoznany w 1978 przez swoją pierwszą żonę, aresztowany, popełnił samobójstwo w celi więziennej, tuż przed rozpoczęciem procesu.